# Qatar ExxonMobil Open 1997
Відкритий чемпіонат Катару 1997 (також відомий як Qatar ExxonMobil Open 1997 за назвою спонсора) — 5-й чоловічий тенісний турнір, який відбувся з 30 грудня по 6 січня в місті Доха (Катар) на відкритих твердих кортах у Міжнародному центрі тенісу і сквошу Халіфа. Був одним зі змагань Світової серії як частини Туру ATP 1997. 

## Переможці

### Одиночний розряд
Джим Кур'є —  Тім Генмен 7–5, 6–7(5–7), 6–2
- Для Кур'є це був перший титул за рік і 25-й загалом у його кар'єрі.

### Парний розряд
Якко Елтінг /  Паул Гаргейс —  Патрік Фредрікссон /  Магнус Норман 6–3, 6–2
- Для Елтінга це був перший титул за рік і 33-й загалом у його кар'єрі. Для Гаргейса це був перший титул за рік і 32-й загалом у його кар'єрі.